# Зуринский Шамардан
Зуринский Шамардан — деревня в Игринском районе Удмуртской республики.

## География
Находится в центральной части Удмуртии на расстоянии приблизительно 18 км на восток-северо-восток по прямой от районного центра поселка Игра у северной окраины села Зура.

## История
Известна с 1924 года как выселок из села Зура с 7 дворами. В 1939 году деревня Зура-Шамордан, с 1955 современное название. До 2021 года входила в состав Зуринского сельского поселения.

## Население
Постоянное население составляло 69 человек (1924), 52 человека в 2002 году (удмурты 79 %), 55 в 2012.